# 100인의 선택, 턴업 2019
《100인의 선택, Turn Up 2019》는 국내 중소 앱·게임개발사 및 스타트업에서 출품한 100개의 참가작이 서바이벌을 통해 국내를 넘어 글로벌 히트를 목표로 하는 스케일업 프로그램이다.
일반인 90명과 전문가 10명으로 구성된 100인의 평가단이 직접 기업별 콘텐츠를 체험한 후 평가를 진행한다. 일반인 평가단은 독창성·기호성·편의성 등 6개 항목에서, 전문가 심사위원은 개발 방향·시장성·글로벌 진출방안 등의 항목으로 평가를 진행한다. 또한, 지원 기업의 일자리 양·품질·고용 질서 준수 등의 일자리 평가 점수도 함께 평가한다. 평가를 통해 선정된 TOP 10 기업은 평균 2.7억원의 사업화 자금을 지원받으며 구글 글로벌 부트캠프 참여 기회를 갖게 된다. 또한 TOP3에 진출하면 최대 3억원의 지원금과 함께 구글 플레이스토어 내 개별 게임 소개, 사업·마케팅·수익화 심층 컨설팅, 게임 소개 영상 제작 등 다양한 지원을 받는다. (주)버드레터에서 개발한 방치형 게임 '매드 포 댄스'가 최종 우승작이 되었다.